# Paula Mollenhauerová
Paula Mollenhauerová (22. prosince 1908 Hamburk – 7. července 1988 Hamburk) byla německá atletka, která získala bronzovou medaili v hodu diskem na Letních olympijských hrách v Berlíně (1936). Narodila se a zemřela v Hamburku. V roce 1938 získala bronzovou medaili na Mistrovství Evropy v atletice ve Vídni.